# Balance de Faraday
Pour les articles homonymes, voir balance.

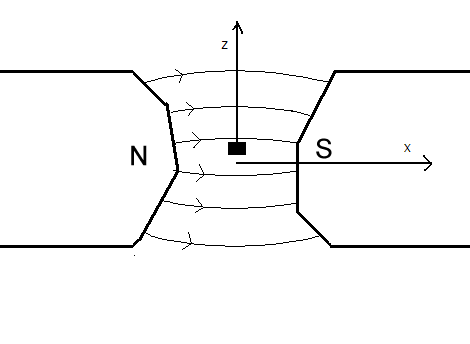
Échantillon dans le champ magnétique d'une balance de Faraday.

Une balance de Faraday est un instrument de mesure de la susceptibilité magnétique, via la force subie par une substance dans un champ magnétique. Divers dispositifs pratiques sont disponibles pour mesurer la susceptibilité, qui diffèrent par la forme du champ magnétique et la façon dont la force est mesurée.
Dans une balance de Faraday, le champ est homogène. Les pièces polaires de l'aimant ont une forme telle qu'il existe une région dans laquelle le produit de l'intensité et de la pente du champ dans la direction z est constant ; l'échantillon est placé dans cette région. La force est alors indépendante du conditionnement de l'échantillon et ne dépend que de la masse totale du matériau présent. La méthode est sensible et hautement reproductible, et peut être appliquée aux monocristaux. La force est mesurée comme un changement de poids, en utilisant une balance de torsion.

## Pour approfondir